# Répcevis
Répcevis (németül: Heils) község Győr-Moson-Sopron vármegyében, a Soproni járásban található.

## Fekvése
Kőszeg közelében, közvetlenül a magyar–osztrák határ mellett fekszik, a Kisalföld és az Alpokalja találkozásánál. A szomszédos települések a határ magyar oldalán: észak felől Zsira, kelet felől Gyalóka, délkelet felől Szakony, délnyugat felől pedig Peresznye.  Északnyugat felől Ausztriához tartozó területek határolják, a legközelebbi település abból az irányból Locsmánd (Lutzmannsburg).
Éghajlata mérsékelt, az Alpok közelsége miatt csapadékosabb és kissé hűvösebb az országos átlagnál, de a csapadék eloszlása igen változó.

### Megközelítése
Csak közúton közelíthető meg, Zsira vagy Horvátzsidány-Peresznye érintésével, a 8627-es úton. Az ország távolabbi részei felől a 87-es főútról Kőszegen át, a 84-es főútról lövői, vagy a 85-ös főútról fertőszentmiklósi letéréssel érhető el.
Közösségi közlekedéssel a Sopron–Kőszeg–Szombathely(–Nagykanizsa) viszonylaton közlekedő autóbuszjáratokkal lehet eljutni a községbe. Régebben elérhető volt vonattal is, de 1974-ben a Sárvár–Répcevis-vasútvonalat megszüntették. Kerékpárút köti össze Zsirával és Locsmánddal, amiről leágazva Bükön át egészen Bőig lehet kerékpározni.

## Története
Répcevisen régészeti ásatások során került elő két lakóverem, amiket Nováki Gyula régész tárt fel a volt téglagyári agyagveremben. Az egyik a korai vaskorból, Kr. e. 800–500 közötti időkből származik. Egyszerű, földbe vájt gödör, középen nyílt tűzhely maradványa, felette nyeregtető lehetett, de ez teljesen elpusztult már. Benne edénytöredékek és állatcsontok voltak. A lelet a hallstatti kultúrához köthető, ekkor illír nyelven beszélő népek lakhattak itt, akiket Kr. e. 400 táján a kelták szorítottak ki a vidékről. A másik lakóverem ettől 100 méternyire volt, jóval későbbi időkben, Kr. u. 750–950 körül építették, az avar-szláv korban. A ház alaprajza tisztán látható, négyszög alakú, északi sarkában majdnem teljesen ép búbos kemence, mellette keskeny, hosszúkás tüzelőpad, ahol nyílt tűzön főztek. A ház másik sarkában kis négyszögletes, sárral kitapasztott verem volt, amelyben az élelmet tartották. Megtalálták a tető elszenesedett gerendáit is, amelyek a ház pusztulásakor dőlhettek le.
A Vis névről is arra következtethetünk, hogy a település már a honfoglalás előtt létezett. A „Vis” szó szláv eredetű, magyarul „felsőt” jelent. Vis első említése 1225-ben történt. 1370-ben oklevélben Káptalanvis és Nemesvis már külön szerepelt. Nemesvis nemesi családok birtokában volt. Káptalanvis földesura az egész úrbéri korszakon keresztül a győri káptalan. Az egyes kisgazdaságok területe eléggé kicsi volt. 1767-ben kiadják a hegytörvényt a káptalanvisi szőlőkre. 1879-ben újabb hegytörvényt adnak ki. A szőlősben az időjárás védőszentjeinek, Szent János és Pál ókeresztény vértanúknak szobra áll, a szőlősgazdák különösen jégverés ellen kérték közbenjárásukat. 1738 körül a szűkös telki állomány kiterjesztésére megindult némi erdőirtás.
A község 1848. október 11-én 4 órán át a szabadságharc egyik csatájának színhelye volt. A magyarok elől menekülő horvátok – akik a környéket fosztogatták, házaikat felgyújtották –, a határban táboroztak. A magyar huszárok és tüzérek rajtuk ütöttek. A 4 órás harcban a horvátok 80–90 katonát veszítettek, majd Kőszeg irányába menekültek. A harcban 2 magyar huszár és 1 honvédtüzér esett el. A honvédtüzér Devich János volt, a község temetőjében nyugszik. A visi ütközet 50. évfordulóján, 1898. október 11-én emlékművet állított a község. A csatából visszamaradt ágyúgolyók a templom külső falában hirdetik a szabadságharc emlékét.
1860–70-ben nagy szárazság volt. 1863-ban a Répce teljesen kiszáradt, több mint 8 hétig egy csepp víz sem volt benne. 1879-ben a gyakori esőzés következtében viszont a Répce úgy megáradt, hogy elöntötte a község határát. Ez 1900-ban megismétlődött. Az árvíz oly nagy volt, hogy az új árok hídjait magával sodorta. Az árvizek miatt a 19. században Locsmándtól (Lutzmannsburg) a Répce medréből elágazva új árkot létesítettek a Répce árvizeinek megakadályozására.
Az elemi iskola 1790-ben épült. 1832–34-ben a felhőszakadások következtében nagy tömegű víz tört be az épületbe és elárasztotta a tantermeket, ezért 1935-re felépült az új emeletes iskola két szolgálati lakással, ekkor került az épületre Szent Imre szobra. Ebben az időszakban Daloskör, Levente és Önkéntes Tűzoltó Egyesület, Polgári Lövészegylet és Gazdakör is működött a faluban. Répcevis Káptalanvis és Nemesvis egyesítésével jött létre 1928-ban.
1945-ben 93 földigénylőnek 143 kh-at osztottak szét. 1950-ben megalakult az önálló tanács, addig a falu a zsirai körjegyzőséghez tartozott. 1959-ben termelőszövetkezet alakult.
1953-ban új műutat, 1956-ban új hidat, 1964-ben orvosi rendelőt, várótermet és 150 személyes művelődési otthont építettek. 1963 tavaszán bezárták a téglagyárat, pedig korszerűtlensége ellenére is jövedelmezően működött, és 50-60 környékbeli embernek biztosított munkalehetőséget, továbbá a gyártáshoz nagy mennyiségű és jó minőségű alapanyag állt helyben rendelkezésre. Helyette kénőrlő üzemet alakítottak ki, ahol egészségtelen körülmények között 28-an dolgozhattak, és ezt a létszámot is tovább csökkentették. Ma a Kén Vegyipari Termelő és Kereskedelmi Kft. a tulajdonosa.
1965-ben újabb árvíz pusztított a településen.
1913. november 9-én nyitották meg a Sárvár–Répcevis–Felsőlászló-vasútvonalat, amelynek határmenete 1933-ig megmaradt, majd a hazai szakaszát 1974. május 26-án bezárták.
Répcevis a határ közelsége miatt nem fejlődött igazán, ezért a lakosság száma az 1930-as adatokhoz képest közel a felére csökkent: 1930-ban 848 fő, 1990-ben 416 fő. A faluban van villany és vezetékes ivóvíz, működik vegyesbolt, és TÜZÉP-telep. A postahivatal 2003-ban bezárt, mobilposta-szolgáltatás működik a településen. A régi iskolaépületben 2004 novemberétől a polgármesteri hivatal működik. A peresznyei római katolikus plébánia filiája Gyalóka mellett.

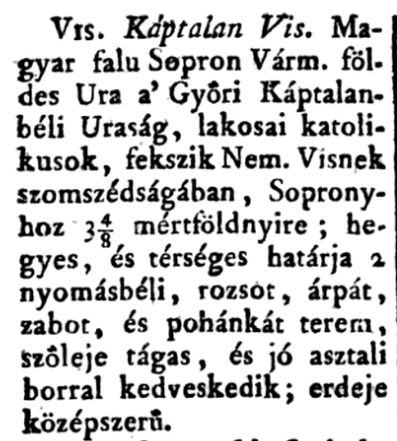
Vályi András: Magyar ország leírása 3. kötet (Buda, 1799), 639. old.
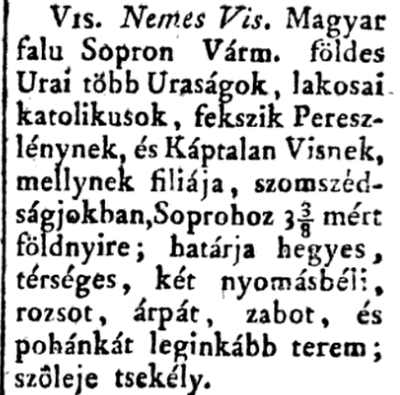
i. m. 638. old.
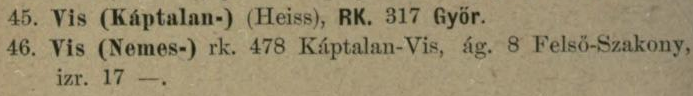
Felekezet, lélekszám, egyházi beosztás; rk. = római katolikus, ág. = ágostai (evangélikus), izr. = izraelita (in: Dvorzsák János: Magyarország helységnévtára. Bp, 1893. 542. old.)

## Közélete

### Polgármesterei
- 1990–1994: Horváth József (független)[4]
- 1994–1998: Horváth József (független)[5]
- 1998–2002: Horváth József (független)[6]
- 2002–2006: Horváth József (független)[7]
- 2006–2010: Kovács István (független)[8]
- 2010–2014: Hollósi Péter Pál (független)[9]
- 2014–2019: Hollósi Péter Pál (független)[10]
- 2019–2024: Hollósi Péter Pál (független)[11]
- 2024– : Hollósi Péter Pál (független)[1]

## Népesség
A település népességének változása:
| Lakosok száma | 342  | 339  | 328  | 308  | 319  | 316  | 320  |
|               | 2013 | 2014 | 2015 | 2021 | 2022 | 2023 | 2024 |

A 2011-es népszámlálás során a lakosok 96,9%-a magyarnak, 2,8% horvátnak, 0,3% lengyelnek, 4,4% németnek mondta magát (2,2% nem nyilatkozott; a kettős identitások miatt a végösszeg nagyobb lehet 100%-nál). A vallási megoszlás a következő volt: római katolikus 88,1%, református 1,7%, evangélikus 0,8%, felekezeten kívüli 1,9% (7,5% nem nyilatkozott).
2022-ben a lakosság 95%-a vallotta magát magyarnak, 1,3% horvátnak, 0,6% németnek, 0,3% románnak, 1,3% egyéb, nem hazai nemzetiségűnek (5% nem nyilatkozott; a kettős identitások miatt a végösszeg nagyobb lehet 100%-nál). Vallásuk szerint 68,3% volt római katolikus, 3,8% református, 2,5% evangélikus, 0,6% egyéb keresztény, 0,3% egyéb katolikus, 2,5% felekezeten kívüli (21,6% nem válaszolt).

## Nevezetességei
- Műemlék jellegű az egyhajós, egytornyos, sokszorosan átalakított barokk rk. Szent András plébánia-templom. A 17. század végén épült Rózsafüzér királynője kápolna, a Nepomuki Szent János kápolna és a templom körüli sírkövek (Rimanóczy Boldizsár sírköve 1730-ból, a Farkas család sírköve 1754-ből, a Csébi család sírköve és Konkoly László klasszicista sírköve 1822-ből).

## Galéria

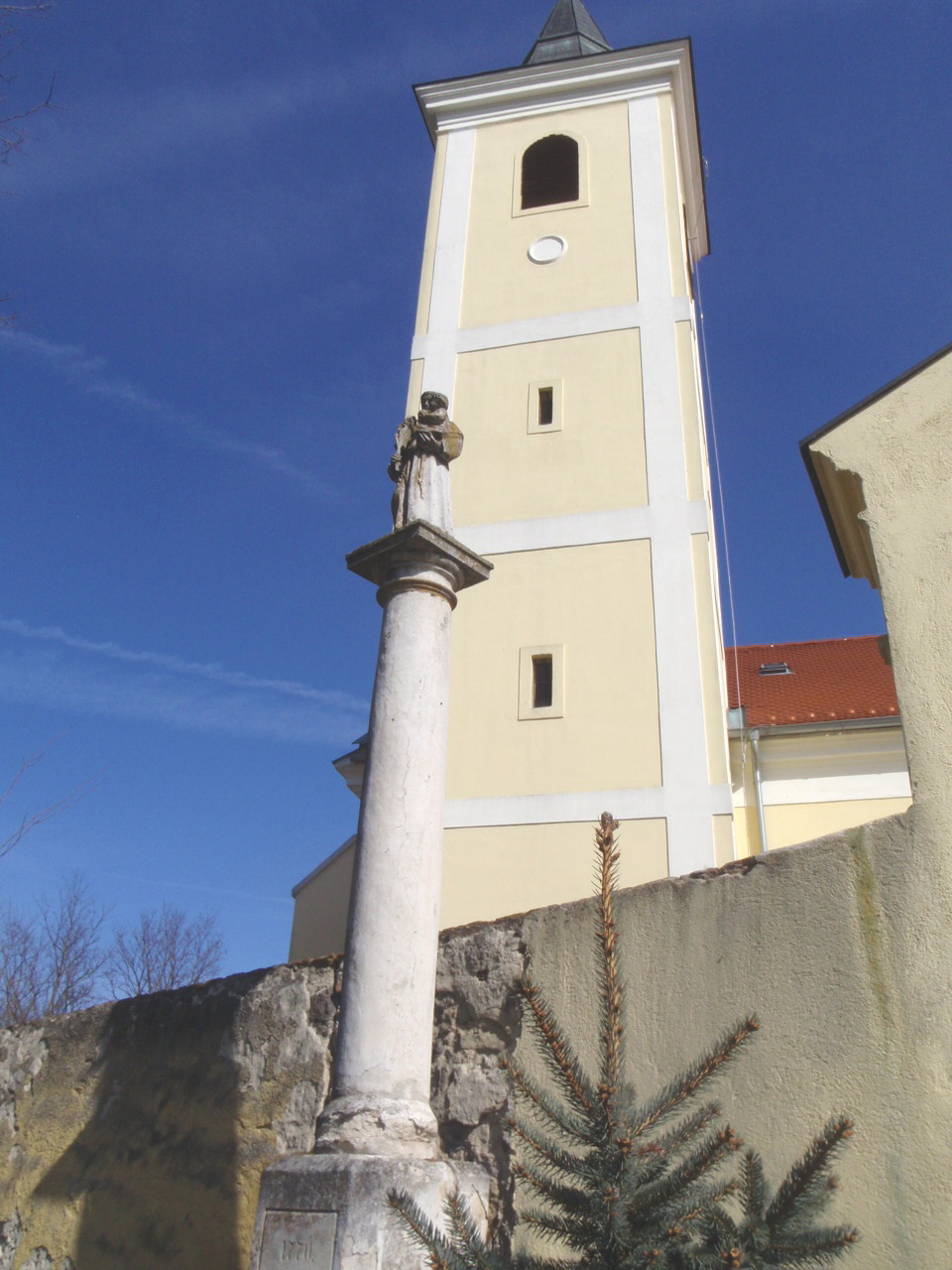
Szent Antal-szobor
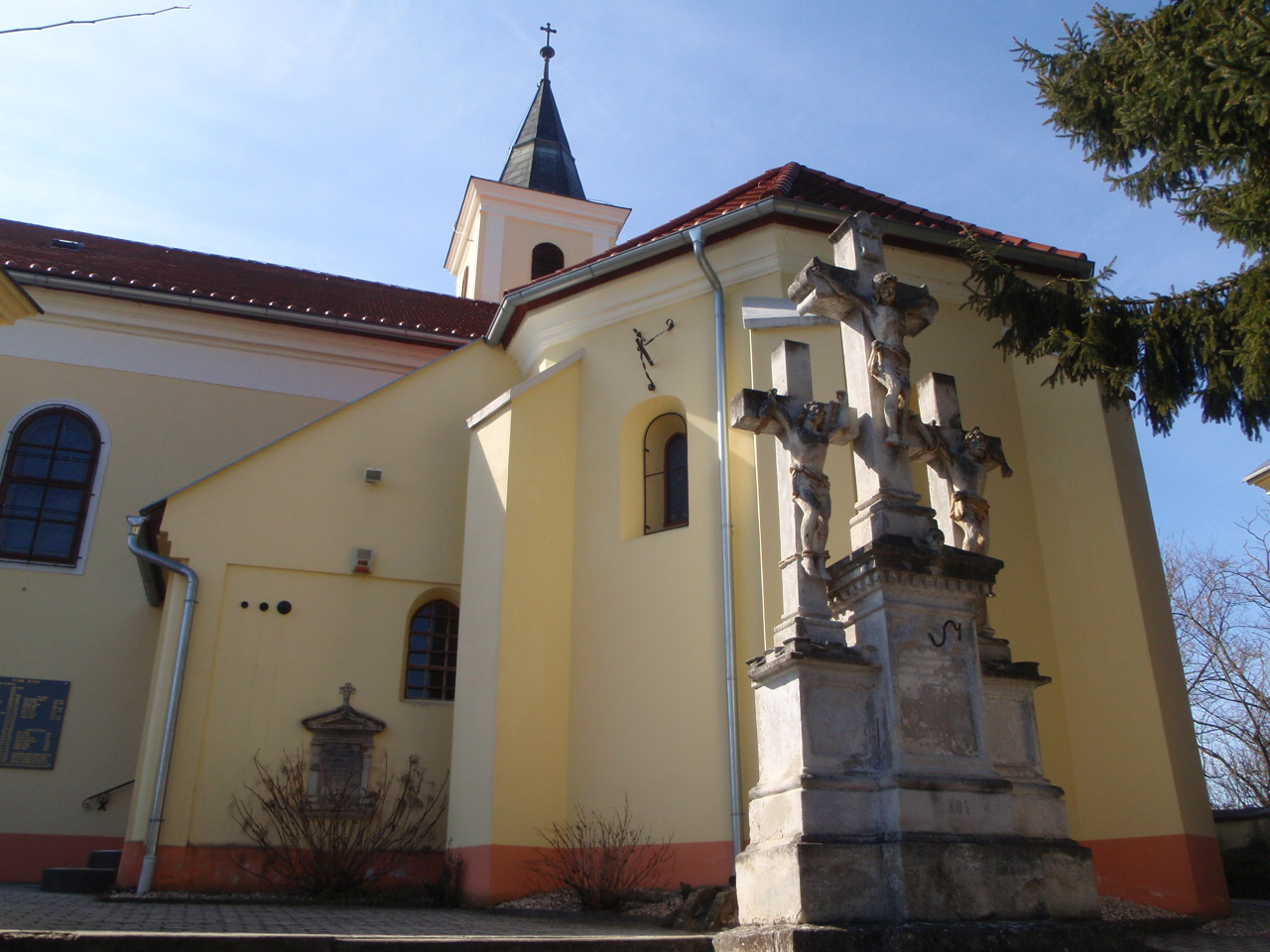
Kálvária
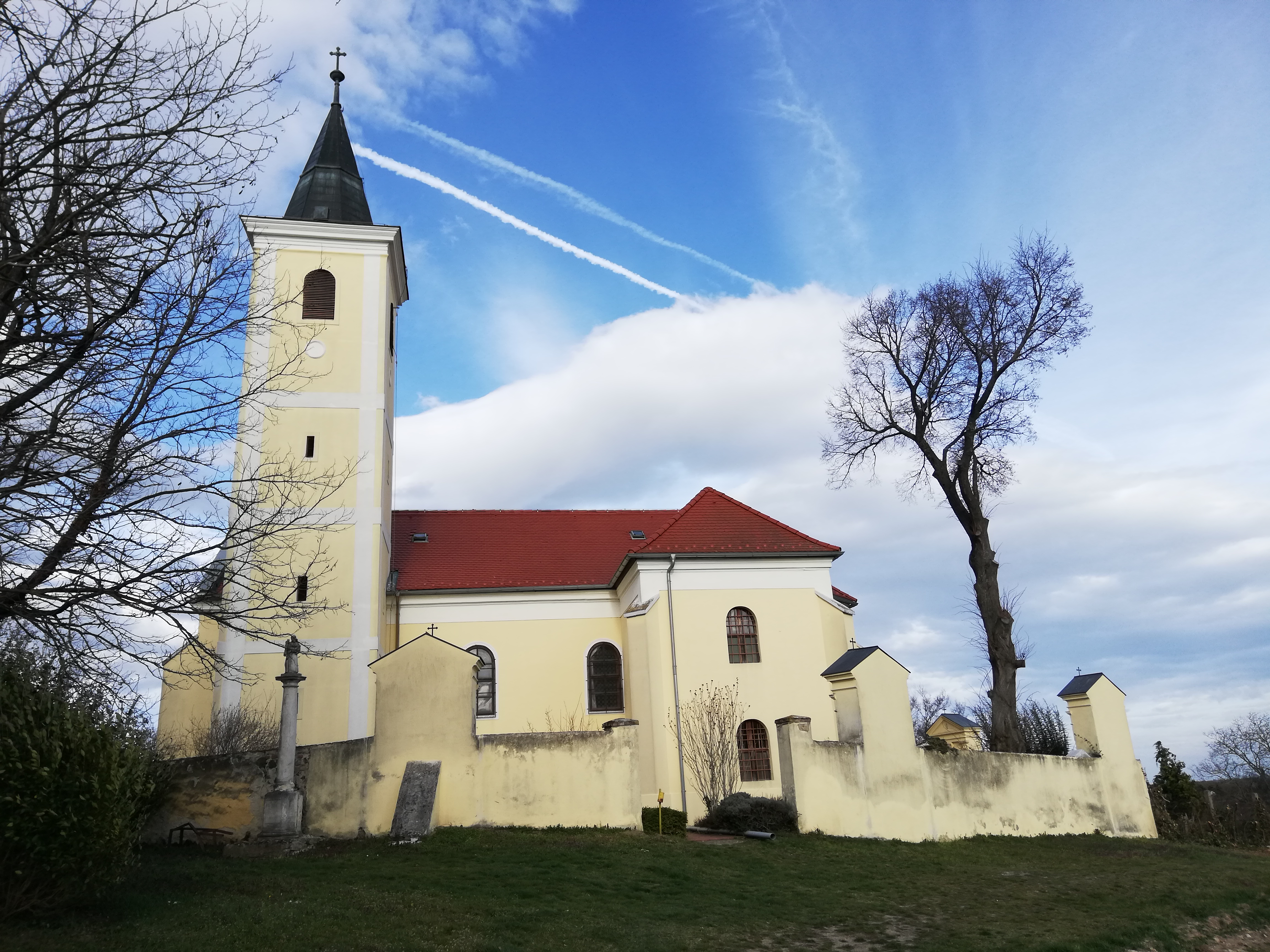
A Szent András-templom nyugat felől
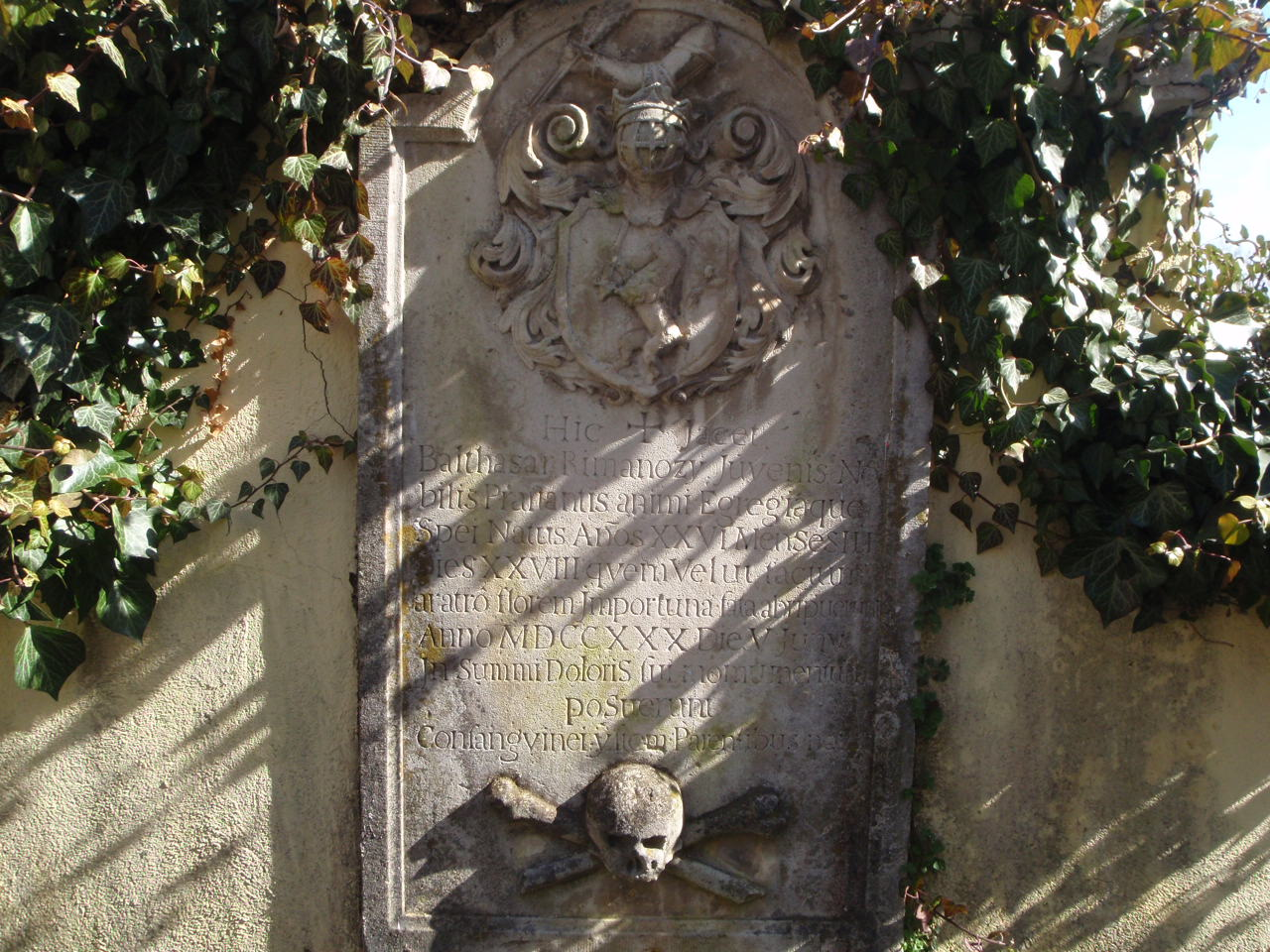
A Szent András-templom kertjében lévő műemlék sírkő
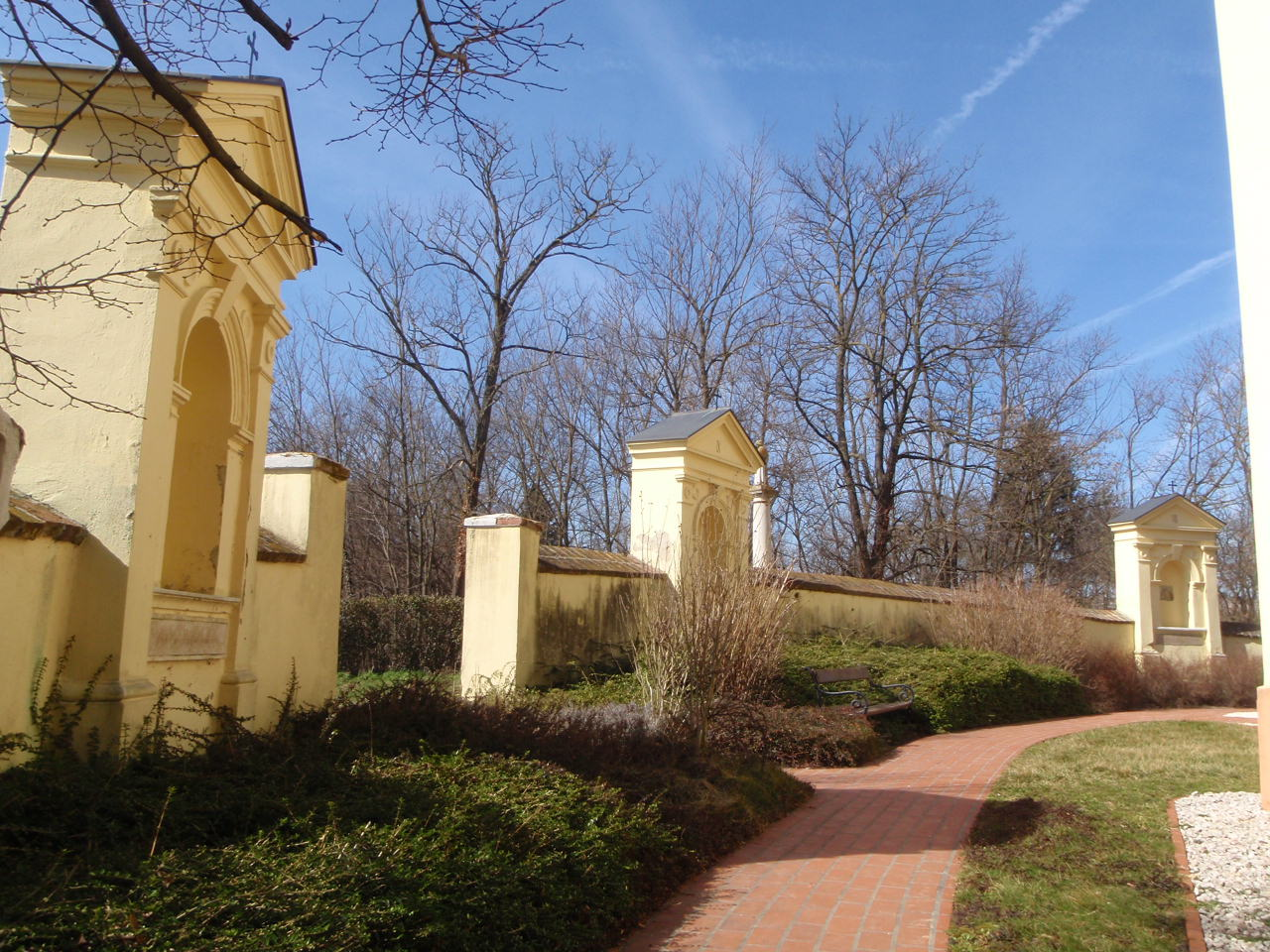
Kálvária a templomkertben
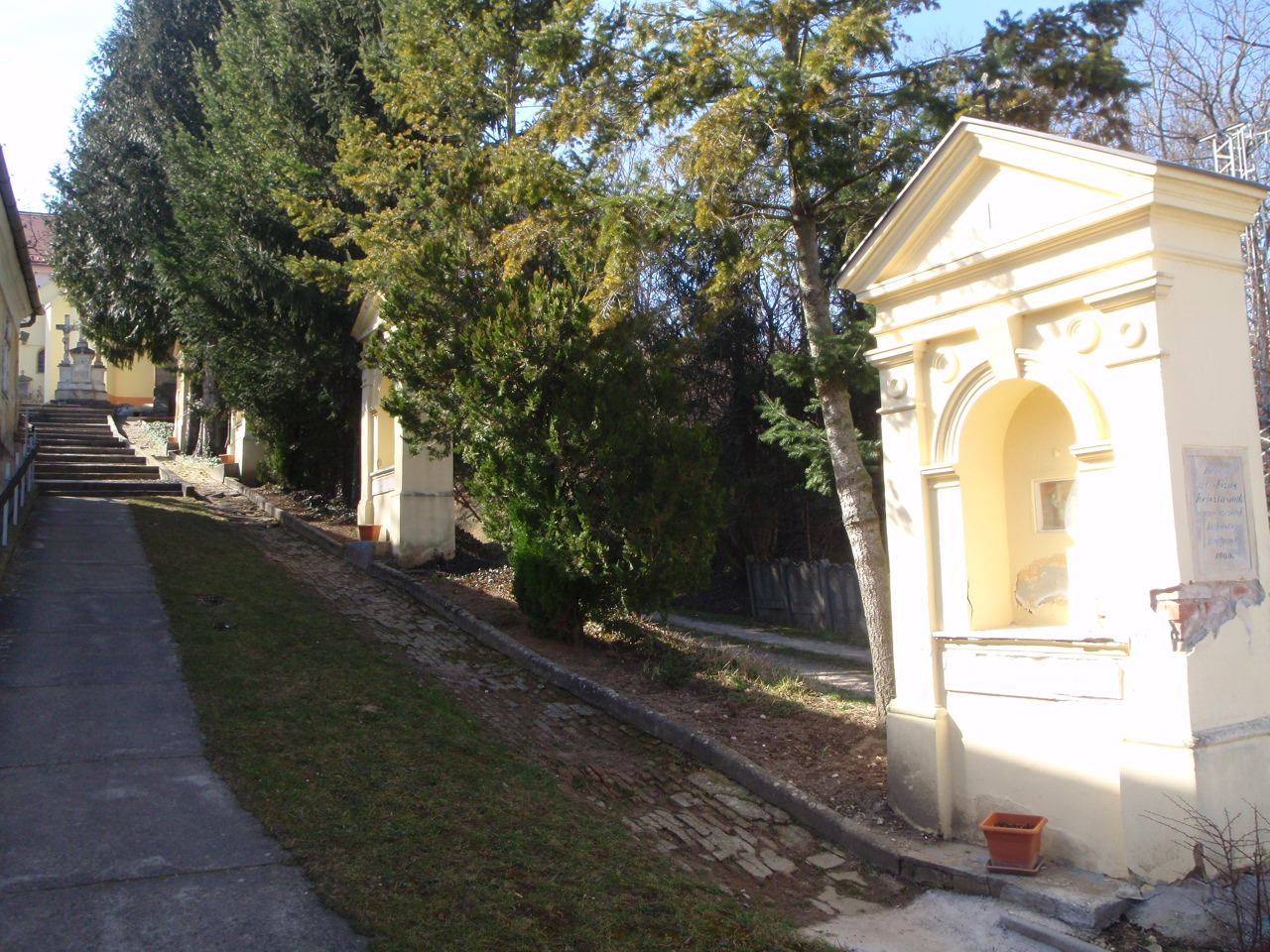
A kálvária megújult stációi
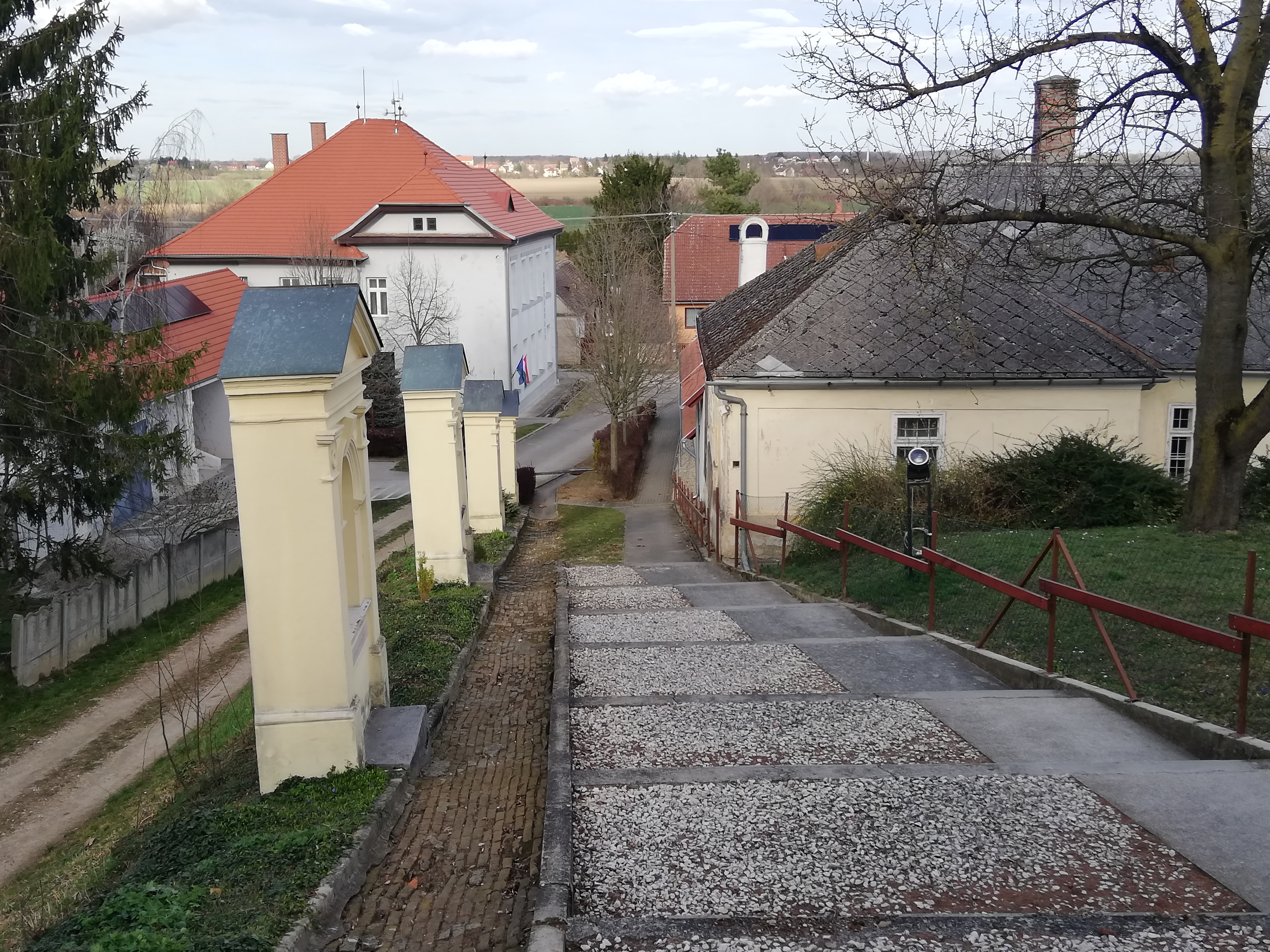
Kilátás a templomdombról a falu felé
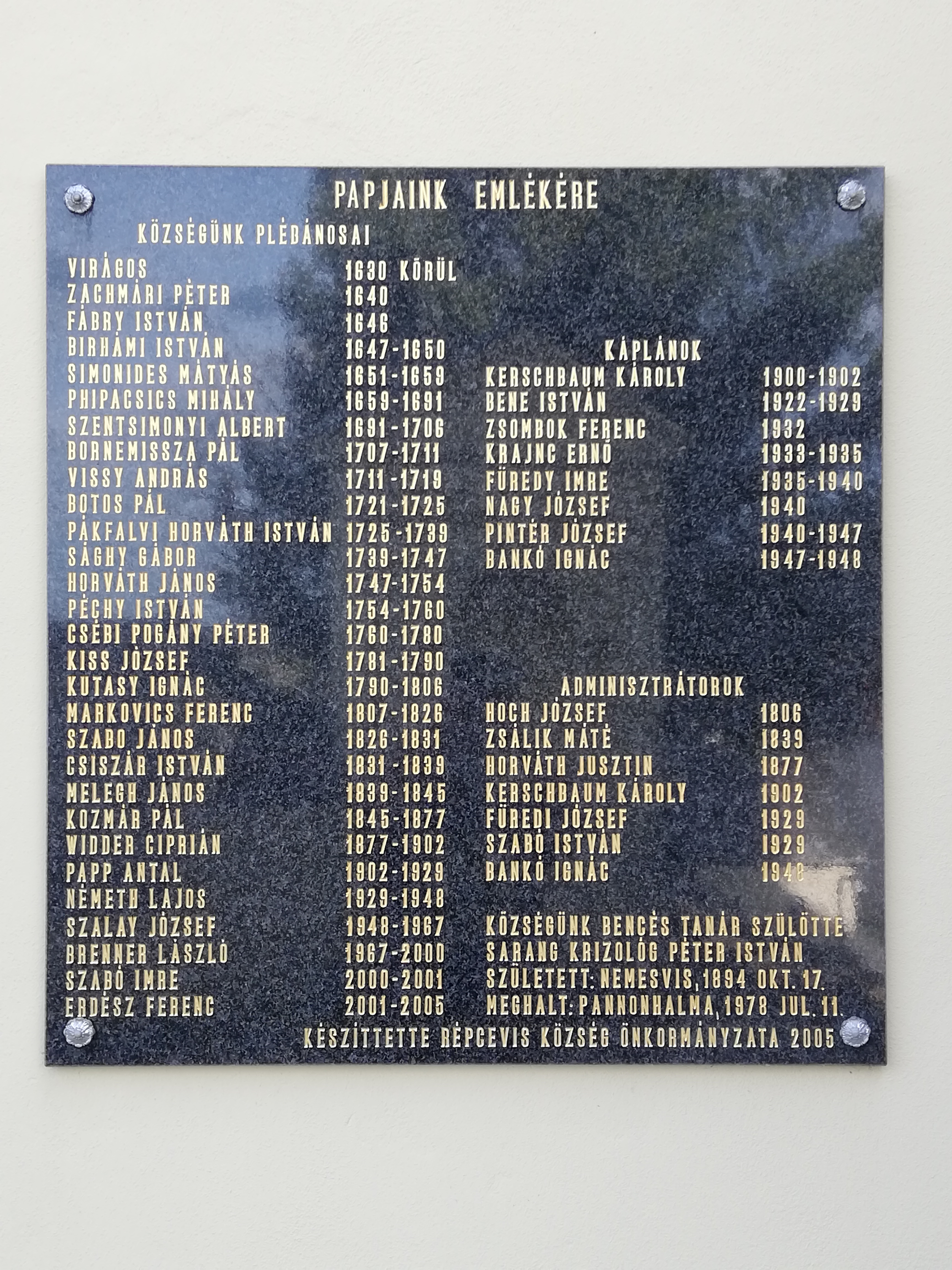
Az egykori helyi papok emléktáblája
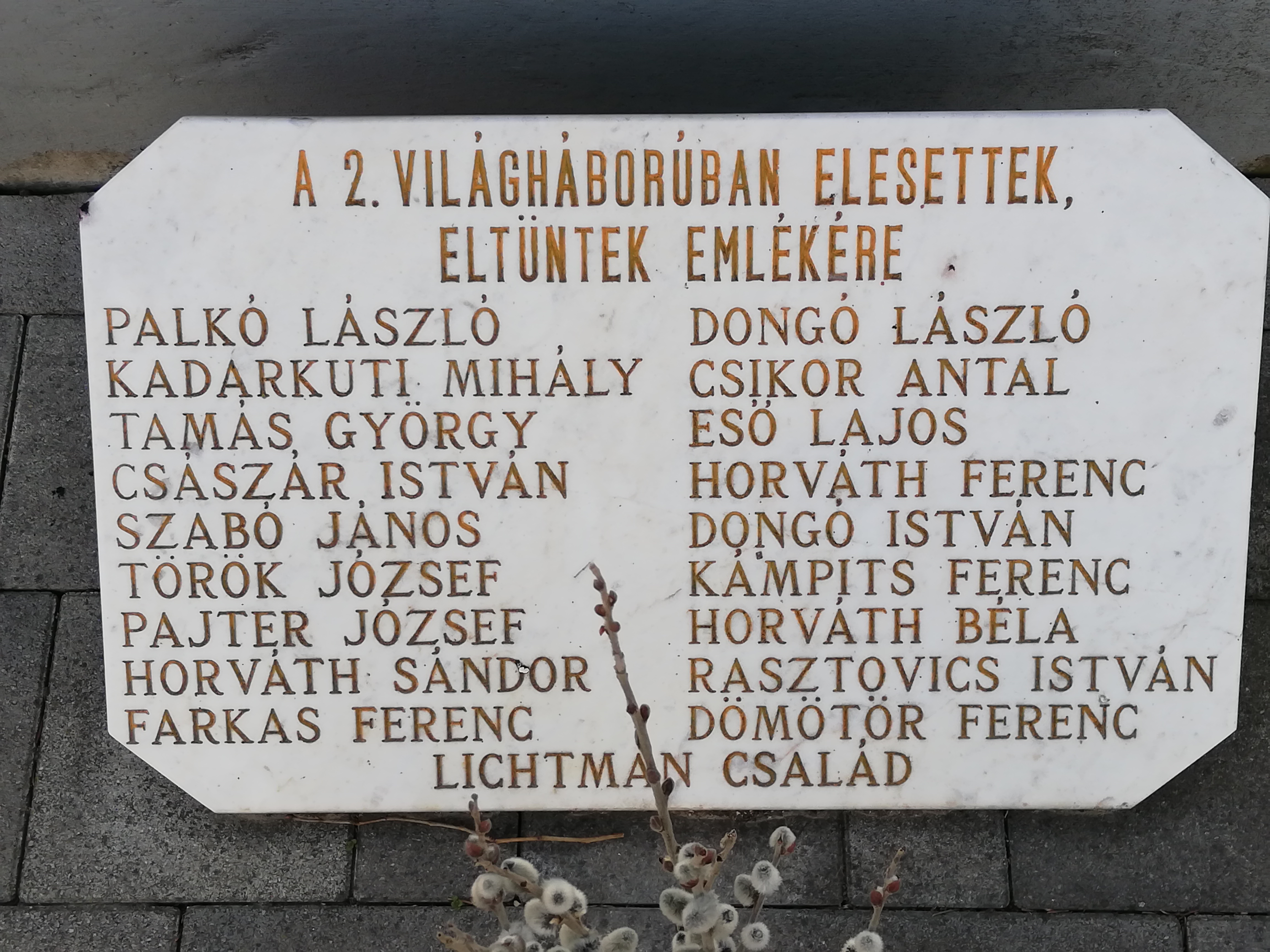
A II. világháborús áldozatok emléktáblája
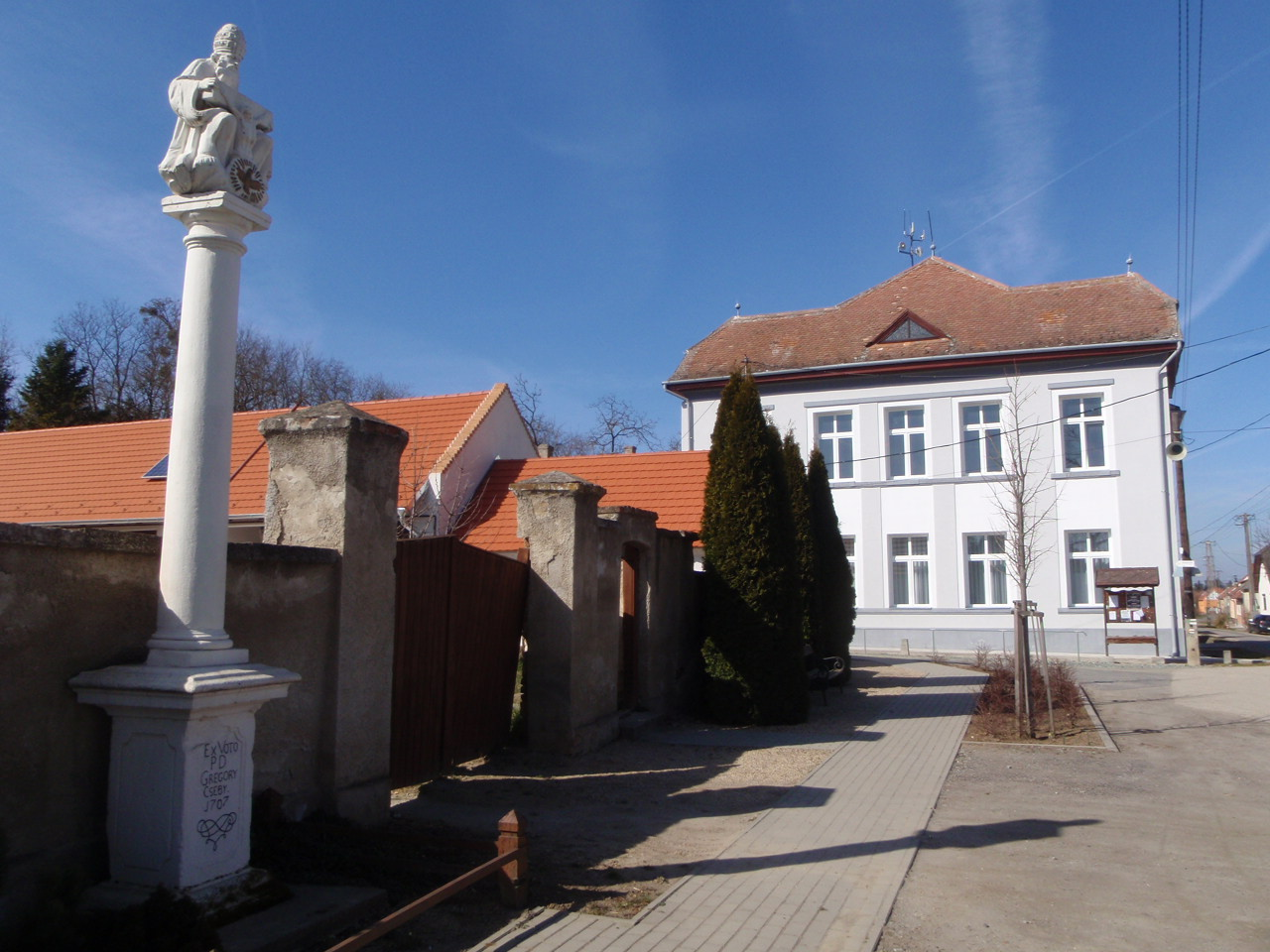
Szentháromság-oszlop (1707), háttérben a volt iskola, ma az önkormányzat épülete
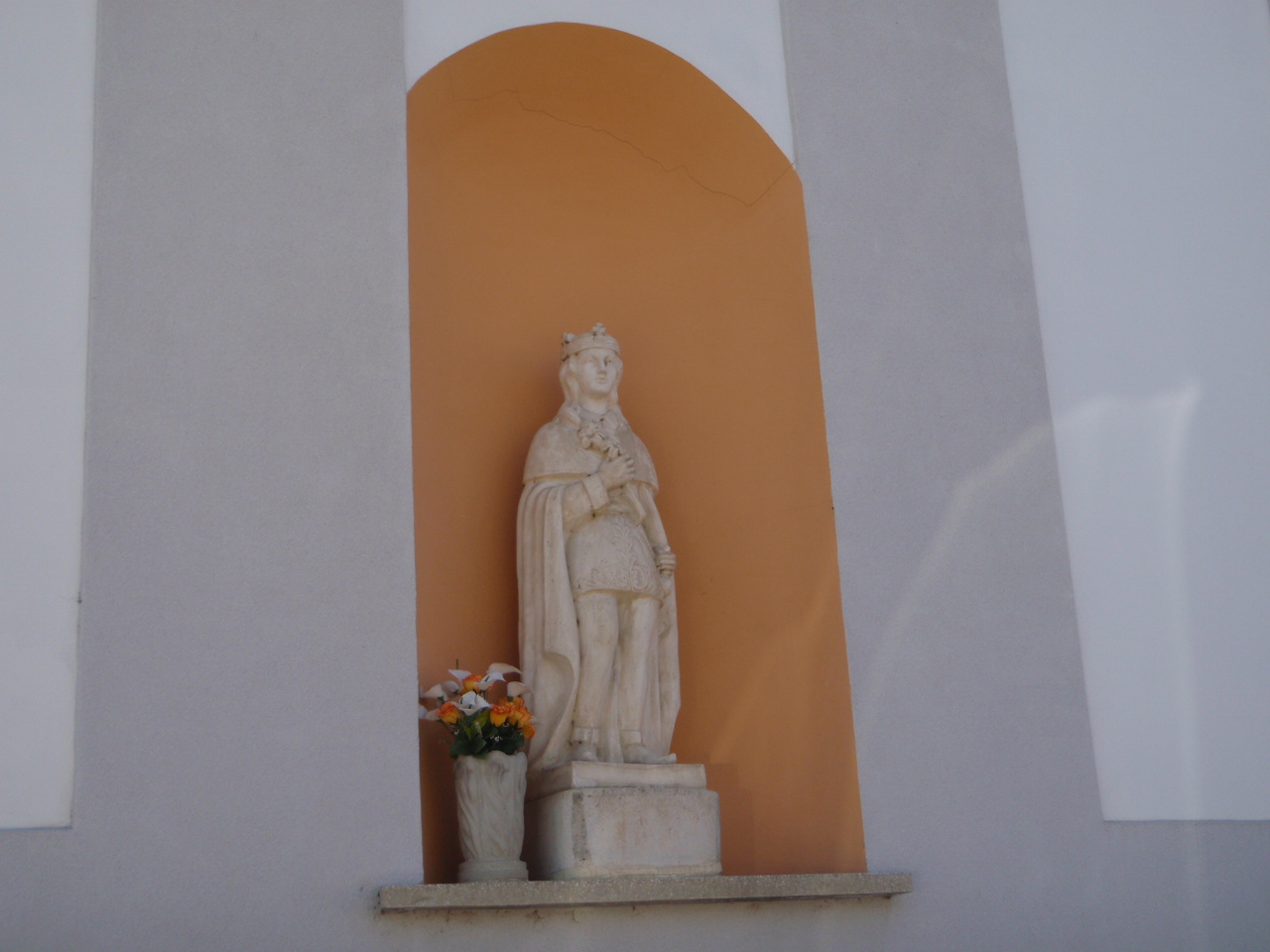
Szent Imre-fülke a volt iskola, ma községháza falában
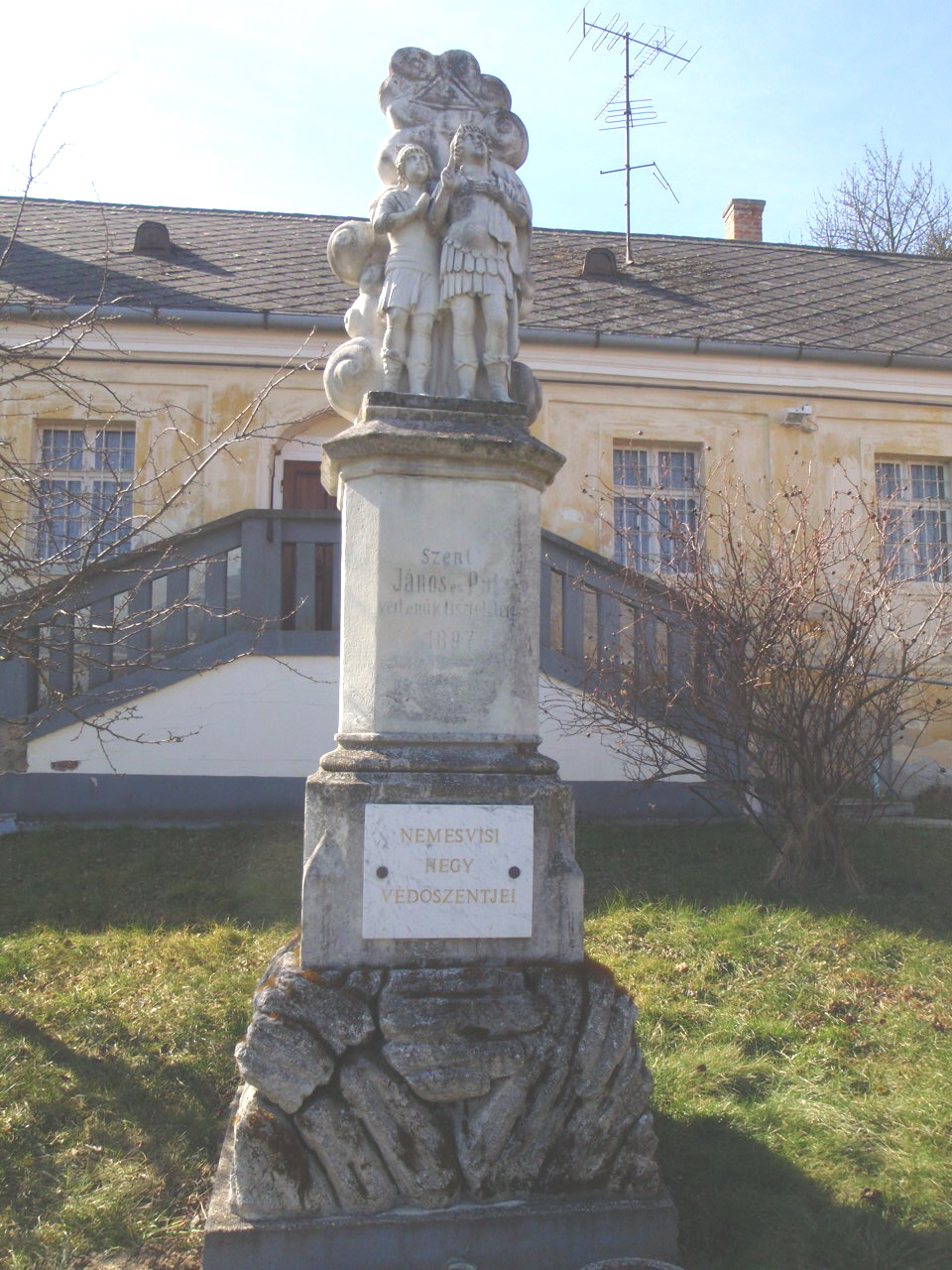
Szent János és Pál-szobor a plébánia udvarán (1897)
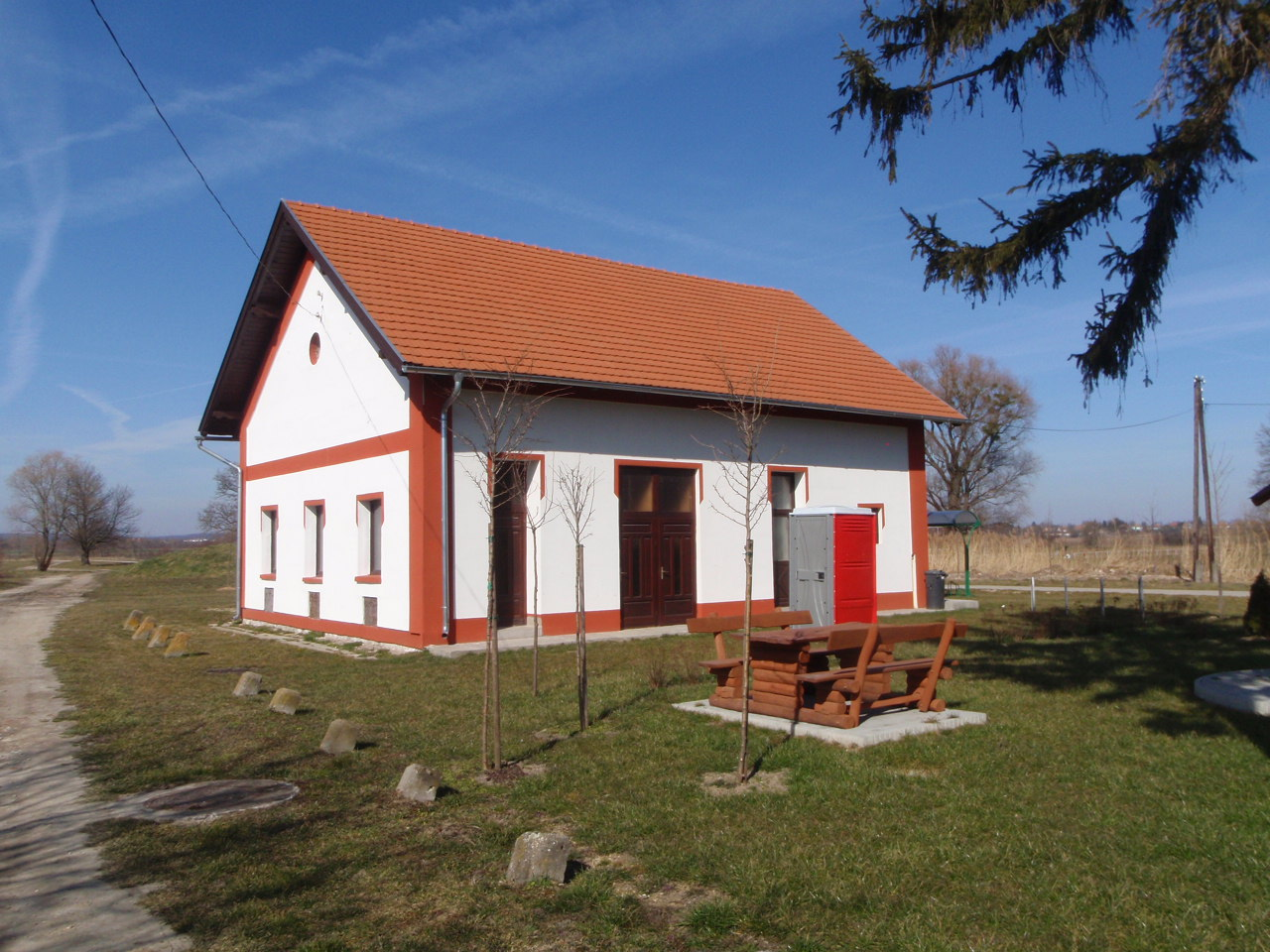
A vasútállomás felújított és átépített épülete (ma sportközpont) dél felől
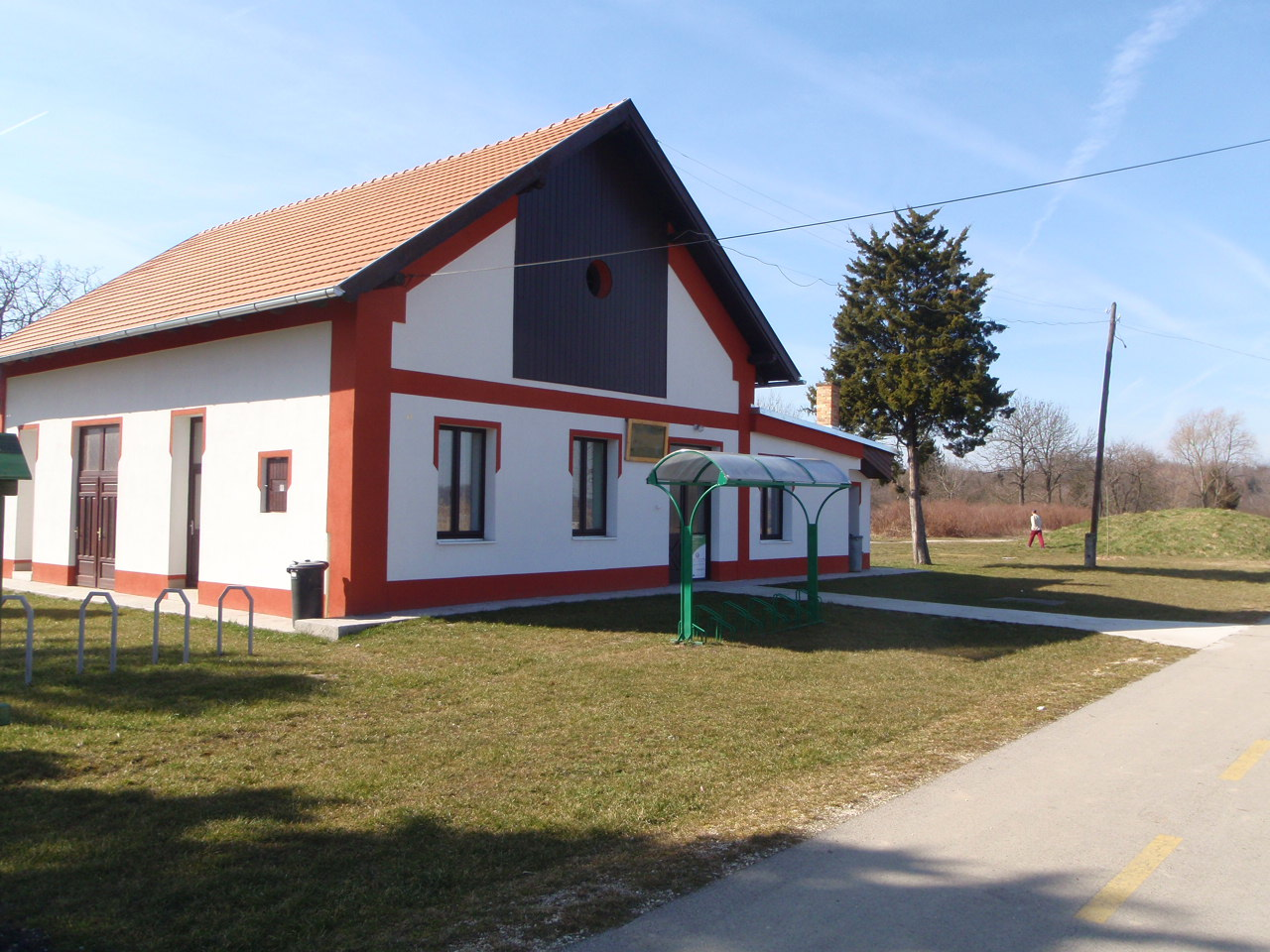
Az állomásépület keleti irányból, az egykori vágányok felől
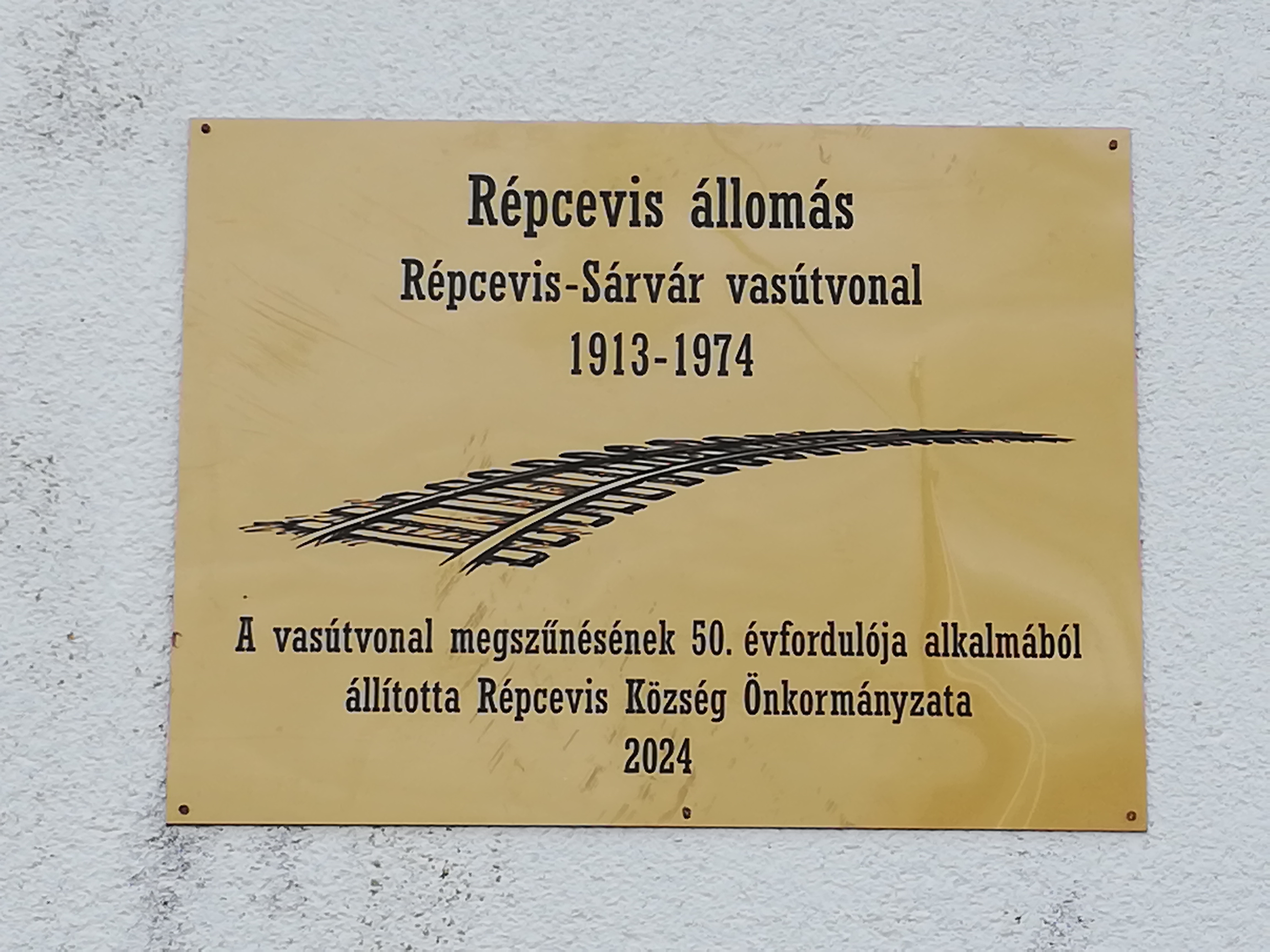
Répcevis vasútállomás emléktáblája
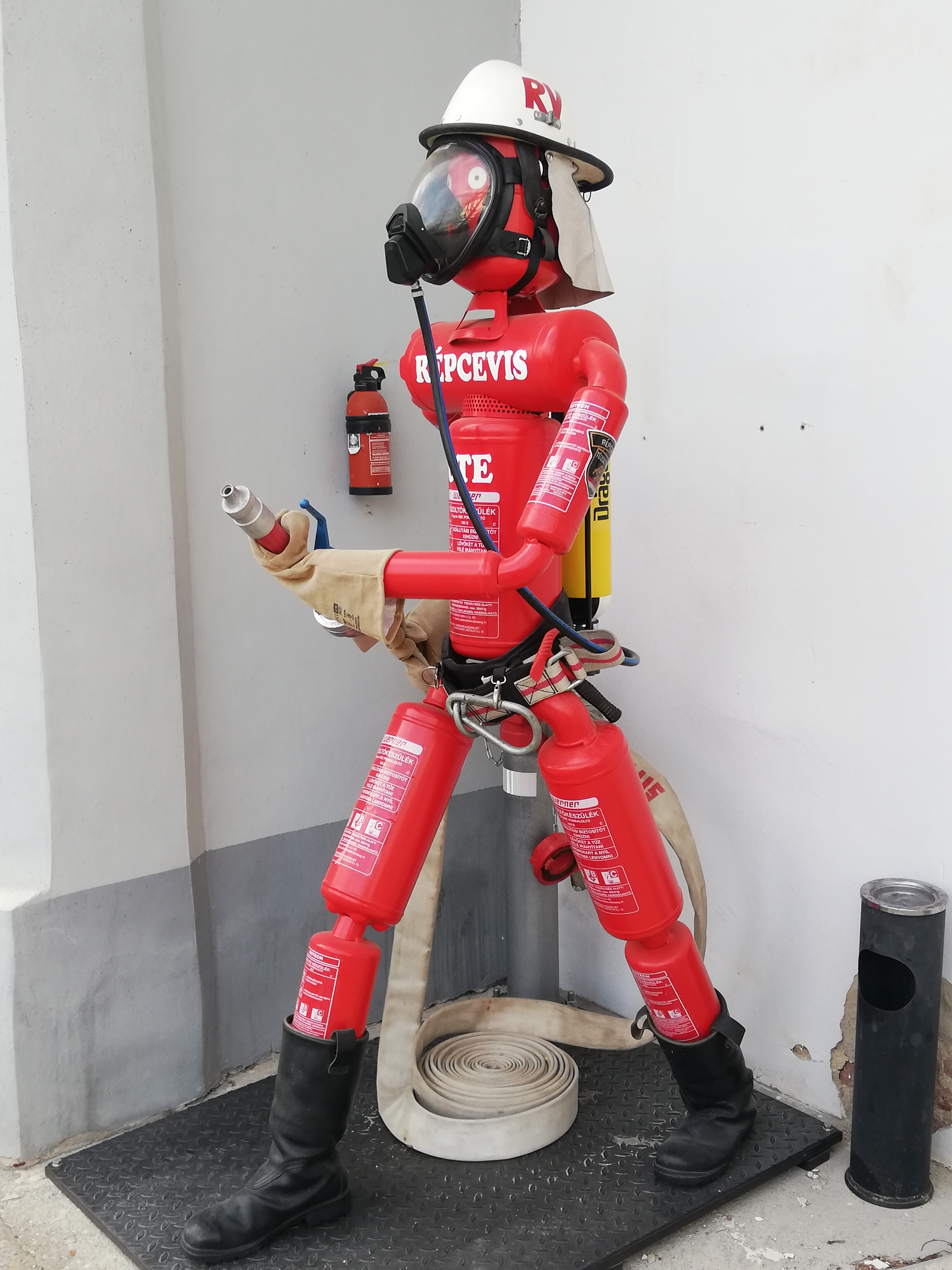
Vicces szobor a tűzoltószertárnál
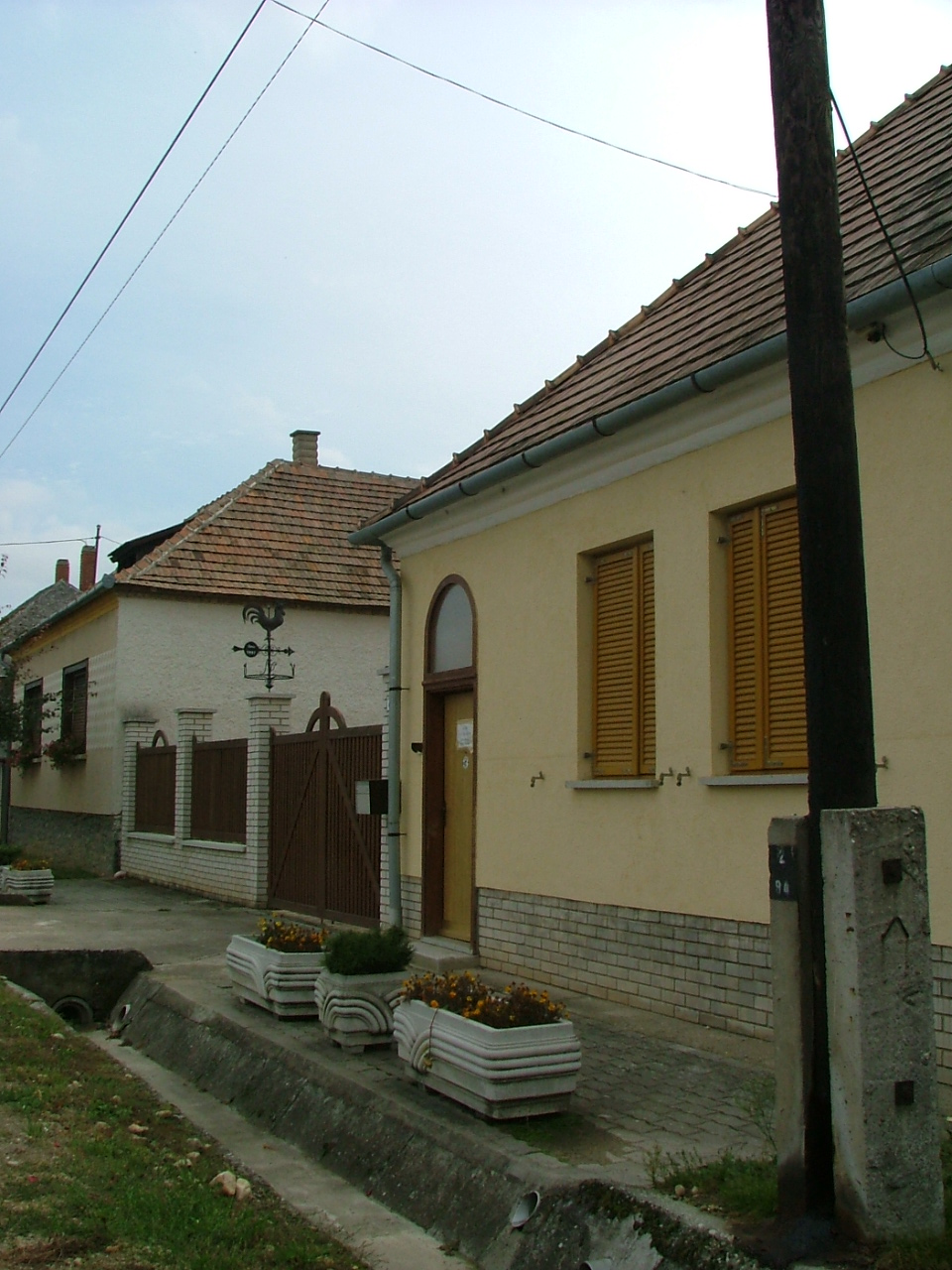
Házsor szélkakassal
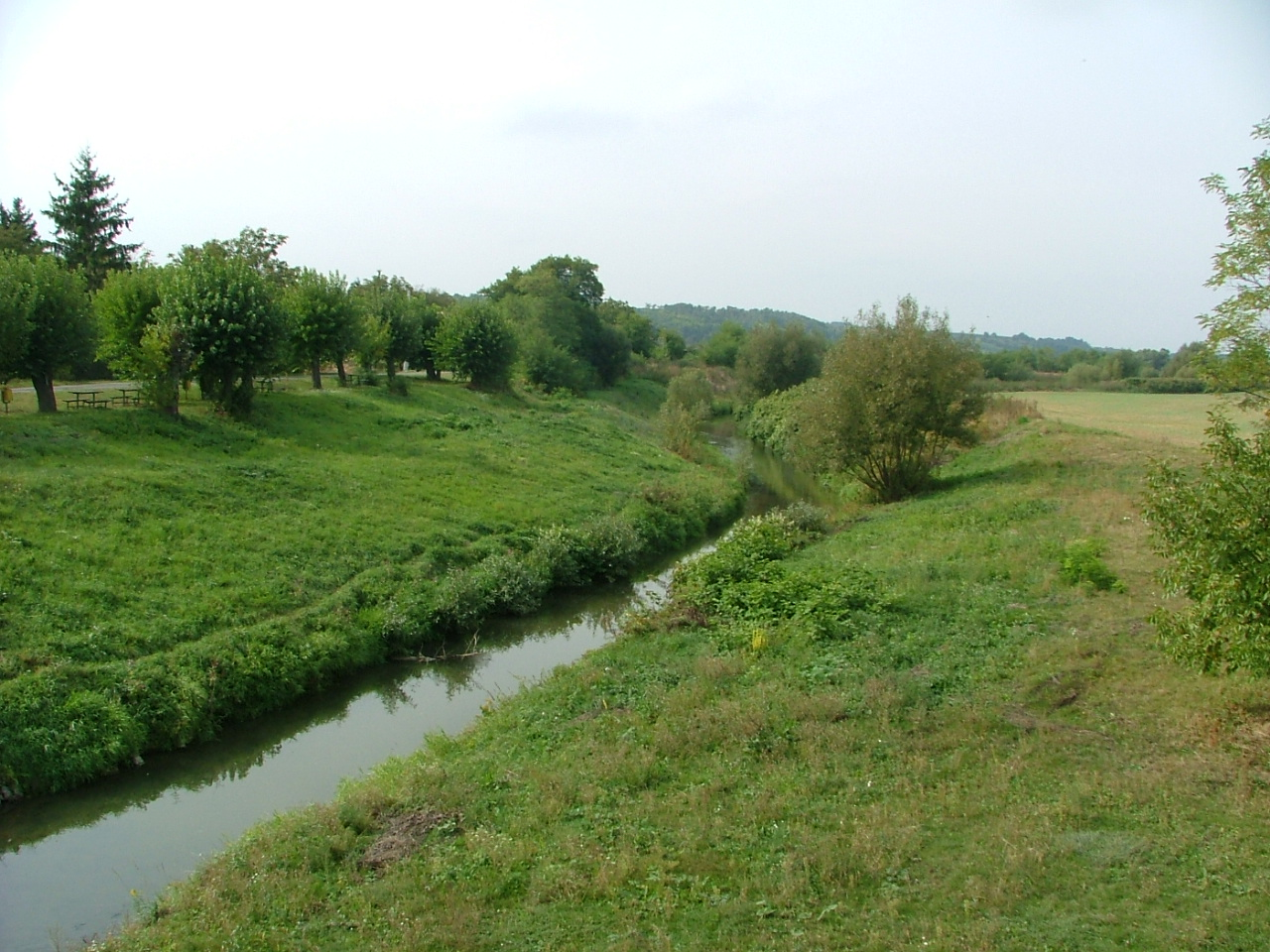
A Répce a falu keleti határában